# Scipopeza
Scipopeza är ett släkte av tvåvingar. Scipopeza ingår i familjen långbensflugor.
Kladogram enligt Catalogue of Life:
| Scipopeza | \| \| Scipopeza dimorpha \| \| \| \| \| \| Scipopeza grandis \| \| \| \| |
|           | \| \| Scipopeza dimorpha \| \| \| \| \| \| Scipopeza grandis \| \| \| \| |
|           | Nartshukia                                                               |
|           |                                                                          |
|           | Neotanypeza                                                              |
|           |                                                                          |
|           | Strongylophthalmyia                                                      |
|           |                                                                          |
|           | Tanypeza                                                                 |
|           |                                                                          |
|           | Scipopeza dimorpha                                                       |
|           |                                                                          |
|           | Scipopeza grandis                                                        |
|           |                                                                          |

|  | Scipopeza dimorpha |
|  |                    |
|  | Scipopeza grandis  |
|  |                    |